# Fred Clark
Frederick Leonard Clark (Lincoln, 19 marzo 1914 – Santa Monica, 5 dicembre 1968) è stato un attore statunitense.
Ha preso parte in carriera a circa 70 film e varie serie e programmi televisivi.

## Biografia
Nato in California, esordì nel 1947 come comprimario nel film L'alibi di Satana di Michael Curtiz. Seguirono molti altri ruoli importanti in Fiesta e sangue (1947), La furia umana (1949), Viale del tramonto (1950), Un posto al sole (1951), Come sposare un milionario (1953), Papà Gambalunga (1955), Alla larga dal mare (1957) e Un marziano sulla Terra (1960).
Da ricordare anche la sua divertente interpretazione del turista americano ubriaco a Roma nella notte di Capodanno nel film Risate di gioia (1960), accanto a Totò e Anna Magnani, girato in Italia.
Oltre ad altre partecipazioni cinematografiche, tra cui Il mistero della mummia (1964), durante gli anni sessanta apparve in alcune serie televisive di successo come La famiglia Addams, Ai confini della realtà e The Beverly Hillbillies.
Per il suo lavoro in televisione gli venne dedicata una stella nella Hollywood Walk of Fame al numero 1713 di Vine Street.

## Filmografia parziale

### Cinema
- L'alibi di Satana (The Unsuspected), regia di Michael Curtiz (1947)
- Fiesta e sangue (Ride the Pink Horse) regia di Robert Montgomery (1947)
- L'assalto (Fury at Furnace Creek), regia di H. Bruce Humberstone (1948)
- Il signore e la sirena (Mr. Peabody and the Mermaid), regia di Irving Pichel (1948)
- L'urlo della città (Cry of the City), regia di Robert Siodmak (1948)
- La sconfitta di Satana (Alias Nick Beal), regia di John Farrow (1949)
- Viale Flamingo (Flamingo Road), regia di Michael Curtiz (1949)
- La furia umana (White Heat), regia di Raoul Walsh (1949)
- The Lady Takes a Sailor, regia di Michael Curtiz (1949)
- L'aquila e il falco (The Eagle and the Hawk), regia di Lewis R. Foster (1950)
- La congiura dei rinnegati (Return of the Frontiersman), regia di Richard L. Bare (1950)
- Viale del tramonto (Sunset Boulevard), regia di Billy Wilder (1950)
- La fortuna si diverte (The Jackpot), regia di Walter Lang (1950)
- Mrs. O'Malley and Mr. Malone, regia di Norman Taurog (1950)
- Il ratto delle zitelle (The Lemon Drop Kid), regia di Sidney Lanfield (1951)
- Un posto al sole (A Place in the Sun), regia di George Stevens (1951)
- I misteri di Hollywood (Hollywood Story), regia di William Castle (1951)
- Three for Bedroom "C", regia di Milton H. Bren (1952)
- Primo peccato (Dreamboat), regia di Claude Binyon (1952)
- Occhio alla palla (The Caddy), regia di Norman Taurog (1953)
- Il cammino delle stelle (The Stars Are Singing), regia di Norman Taurog (1953)
- Come sposare un milionario (How to Marry a Millionaire), regia di Jean Negulesco (1953)
- Più vivo che morto (Living It Up), regia di Norman Taurog (1954)
- Abbott and Costello Meet the Keystone Kops, regia di Charles Lamont (1955)
- Papà Gambalunga (Daddy Long Legs), regia di Jean Negulesco (1955)
- Corte marziale (The Court-Martial of Billy Mitchell), regia di Otto Preminger (1955)
- Scandalo al collegio (How to Be Very, Very Popular), regia di Nunnally Johnson (1955)
- Incontro sotto la pioggia (Miracle in the Rain), regia di Rudolph Maté (1956)
- Le tre notti di Eva (The Birds and the Bees), regia di Norman Taurog (1956)
- Una Cadillac tutta d'oro (The Solid Gold Cadillac), regia di Richard Quine (1956)
- Ritorno dall'eternità (Back from Eternity), regia di John Farrow (1956)
- Vietato rubare le stelle (The Fuzzy Pink Nightgown), regia di Norman Taurog (1957)
- Alla larga dal mare (Don't Go Near the Water), regia di Charles Walters (1957)
- La signora mia zia (Auntie Mame), regia di Morton DaCosta (1958)
- Il gioco dell'amore (The Mating Game), regia di George Marshall (1959)
- Cominciò con un bacio (It Started with a Kiss), regia di George Marshall (1959)
- Un marziano sulla Terra (Visit to a Small Planet), regia di Norman Taurog (1960)
- Susanna agenzia squillo (Bells Are Ringing), regia di Vincente Minnelli (1960)
- A porte chiuse, regia di Dino Risi (1961)
- Le avventure di un giovane (Hemingway's Adventures of a Young Man), regia di Martin Ritt (1962)
- Venere in pigiama (Boys' Night Out), regia di Michael Gordon (1962)
- Zotz!, regia di William Castle (1962)
- Fammi posto tesoro (Move Over, Darling), regia di Michael Gordon (1963)
- Il mistero della mummia (The Curse of the Mummy's Tomb), regia di Michael Carreras (1964)
- A braccia aperte (John Goldfarb, Please Come Home), regia di J. Lee Thompson (1965)
- Dr. Goldfoot e il nostro agente 00¼ (Dr. Goldfoot and the Bikini Machine), regia di Norman Taurog (1965)
- When the Boys Meet the Girls, regia di Alvin Ganzer (1965)
- Due marines e un generale, regia di Luigi Scattini (1965)
- Skidoo, regia di Otto Preminger (1968)
- Il cavallo in doppiopetto (The Horse in the Gray Flannel Suit), regia di Norman Tokar (1968)
- Con sei ragazze a poppa si rizza la prua (I Sailed to Tahiti with an All Girl Crew), regia di Richard L. Bare (1968)

### Televisione
- Screen Directors Playhouse – serie TV, episodio 1x05 (1955)
- The Alcoa Hour – serie TV, episodio 1x16 (1956)
- Ai confini della realtà (The Twilight Zone) – serie TV, episodio 2x10 (1960)
- Bus Stop – serie TV, episodio 1x13 (1961)
- General Electric Theater – serie TV, episodi 9x30-10x16 (1961-1962)
- Going My Way – serie TV, episodio 1x08 (1962)
- Pete and Gladys – serie TV, episodio 2x36 (1962)
- La legge di Burke (Burke's Law) – serie TV, episodi 1x01-2x06 (1963-1964)
- Vacation Playhouse – serie TV, episodio 2x10 (1964)
- La doppia vita di Henry Phyfe (The Double Life of Henry Phyfe) – serie TV, 7 episodi (1966)
- ABC Stage 67 – serie TV, episodio 1x05 (1966)
- Bonanza – serie TV, episodio 9x16 (1968)

## Doppiatori italiani
- Giorgio Capecchi in Viale del tramonto, Papà gambalunga, La fortuna si diverte, L'urlo della città, Come sposare un milionario, Un posto al sole, Scandalo al collegio, Occhio alla palla, I misteri di Hollywood, La signora mia zia, Un marziano sulla Terra, Il mistero della mummia, Le avventure di un giovane
- Stefano Sibaldi in Primo peccato, A porte chiuse
- Renato Turi in Il gioco dell'amore, Il cavallo in doppiopetto
- Manlio Busoni in La furia umana
- Augusto Marcacci in Corte marziale
- Mario Pisu in Una Cadillac tutta d'oro
- Luigi Pavese in Ritorno dall'eternità
- Bruno Persa in Alla larga dal mare
- Mario Bardella in Due marines e un generale
- Pietro Ubaldi in Ai confini della realtà (doppiaggio tardivo)